# Gouverneur
Der Gouverneur (französisch) ist der administrative Leiter eines zivilen oder militärischen Bereichs in einem geografisch begrenzten Territorium. Früher hatten Statthalter und Regenten ähnliche Aufgaben wie die heutigen Gouverneure. Die Befugnisse waren bzw. sind meist weitreichend; jeweils stets mit der Maßgabe, dass ihr Handeln der Politik und dem Recht des Entsenders entsprechen.

## Wortherkunft
Das Wort geht zurück auf lateinisch gubernator „Steuermann“, ein Nomen agentis zu lateinisch gubernare „steuern“, das seinerseits von griechisch altgriechisch κυβερνάω kybernáō „steuern“ stammt.
Daraus leiteten sich ab
- polnisch, russisch Gubernator
- ungarisch gubernátor
- französisch gouverneur
- englisch governor bzw. dessen Adjektiv gubernatorial
- spanisch gobernador
- portugiesisch governador
- italienisch governatore

Das Heilige Römische Reich kannte zur Zeit der Staufer die Position eines Reichsgubernators.
Dem Wortsinn nach ist ein Gouverneur somit jemand, der die Richtung vorgibt.
(Auf dieses griechische Verb gehen auch Kybernetik und englisch cyber zurück.)

## Zivile Gouverneure
Der Gouverneur ist der oberste Regierungsbeamte für die Zivilverwaltung in einer Provinz, einem Gouvernement oder einer Kolonie. Heute gibt es zivile Gouverneure zum Beispiel:
Afrika
- in den angolanischen Provinzen
- in den 14 Regionen Namibias

Amerika
- in den argentinischen Provinzen
- in den Bundesstaaten von Brasilien
- in den Regionen Chiles, siehe Regionalgouverneur (Chile)
- in den Bundesstaaten Mexikos
- in den Bundesstaaten und Außengebieten der USA als Staats- und Regierungschefs, siehe Gouverneur (Vereinigte Staaten)

Asien
- in den Provinzen der Volksrepublik China, siehe Gouverneur (Volksrepublik China)
- in den Bundesstaaten von Indien als repräsentatives Oberhaupt, eingesetzt vom Staatspräsidenten
- in den modernen Präfekturen Japans

Commonwealth
- in denjenigen Mitgliedsländern des Commonwealth of Nations, in denen der britische König Staatsoberhaupt ist (außer in Großbritannien): In diesen sogenannten Commonwealth Realms wird der König durch einen Generalgouverneur vertreten, auf der Ebene der australischen und kanadischen Gliedstaaten durch einen Gouverneur
- in den britischen Überseegebieten als Vertreter der britischen Krone

Eurasien
- in Russland (губернатор, gubernator) als Leiter einer Gubernija (Föderationssubjekt), siehe Gouverneur (Russland)
- in den Provinzen der Türkei

In der Geschichte gab es unter anderem folgende Gouverneure:

Flagge des Generalgouverneurs von Indien (1885–1947) mit dem Star of India in der Mitte

- in den Kolonien der europäischen Staaten und Amerikas (z. B. in Britisch-Indien Generalgouverneur und Vizekönig von Indien)
- Governor of the Isle of Wight (mit dem Titel Lord-Lieutenant) für die zu England gehörige Isle of Wight vom 16. Jahrhundert bis 1995
- in den historischen Provinzen Frankreichs (vor der Französischen Revolution) an der Spitze der Gouvernements
- in den historischen Provinzen Japans, siehe Kokushi
- den Gouverneur von Fiume in der vom Königreich Ungarn verwalteten Stadt Fiume mit Gebiet (von 1776 bis 1918)
- ehemals seulekidische „Vasallen“ in Westiran (in der Persis Frataraka genannt und ab dem Ende des 3. oder Anfang des 2. Jahrhunderts v. Chr. bei Fortsetzung achämenidischer Traditionen in seleukidischem Auftrag herrschten[3]).[4]

## Militärgouverneure
Militärgouverneure sind die obersten Befehlshaber einer Festung, einer Garnison, eines militärischen Standortes oder eines militärisch besetzten Gebiets (Landes) (siehe Okkupation, Besatzungszone).

## Weitere Bedeutungen
Gouverneur ist auch

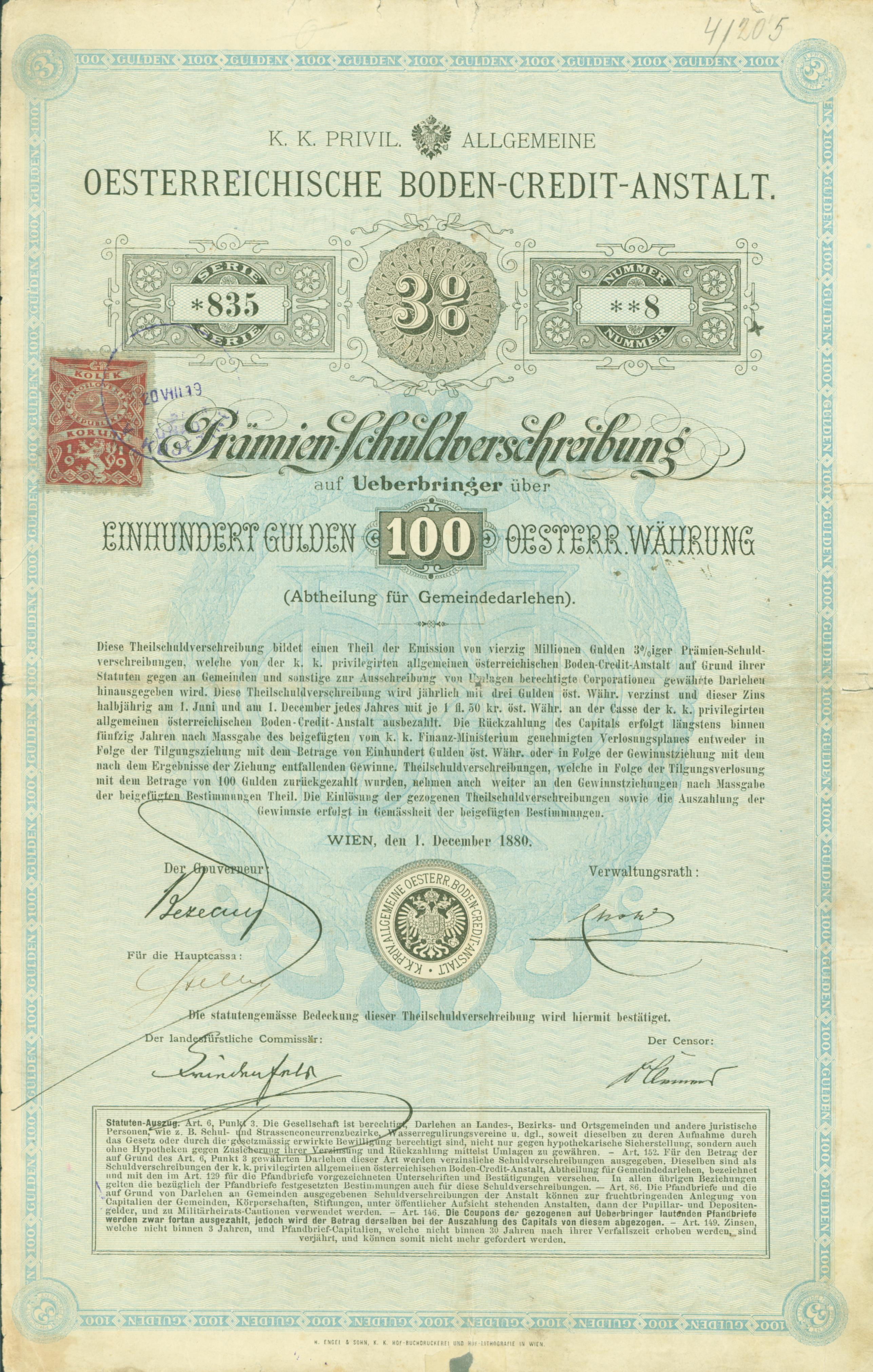
Schuldverschreibung der k. k. priv. allgemeine oesterreichischen Boden-Credit-Anstalt vom 1. Dezember 1880 mit Unterschrift deren Gouverneurs Joseph von Bezecny

- die französische Übersetzung für Landeshauptmann
- der Chef (Präsident) einer Zentralbank (z. B. Oesterreichische Nationalbank, Israelische Zentralbank)
- die frühere Bezeichnung für männliche Hauslehrer in fürstlichen Haushalten